# Masroig
Masroig (oficialmente y en catalán El Masroig) es un municipio español de la comarca catalana de El Priorato (provincia de Tarragona).Cuenta con una población de 480 habitantes (INE 2024). 

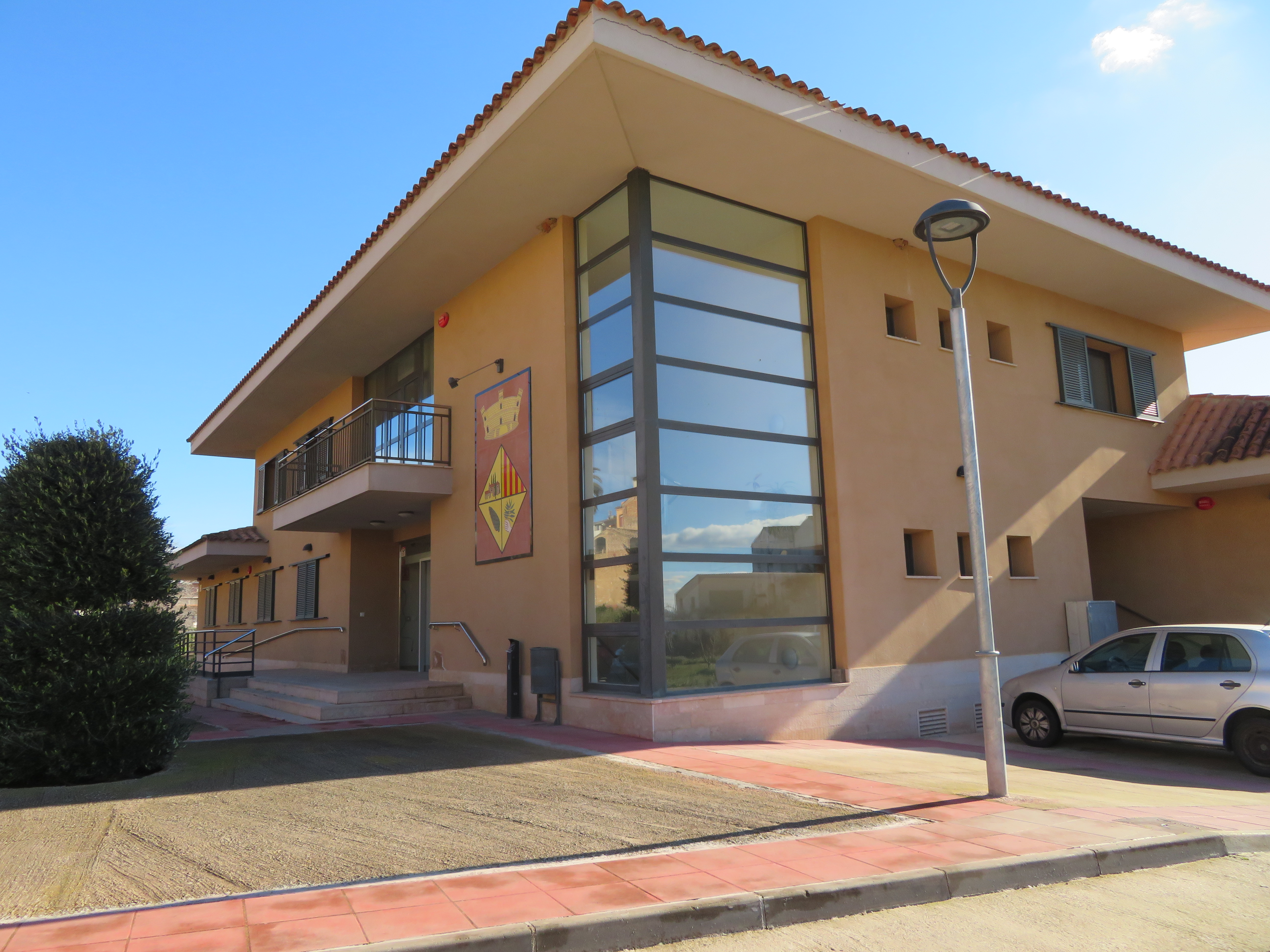
Ajuntament El Masroig

## Historia
Se cree que el origen del pueblo está en una antigua casa árabe, pero no se tienen noticias documentales del lugar hasta el siglo XIII. En 1309 fue comprado por Guillem d'Entença, con lo que pasó a formar parte de la baronía de Entenza primero y del condado de Prades después. Parte del actual municipio perteneció a la cartuja de Escaladei.

## Geografía humana

### Demografía
Cuenta con una población de 480 habitantes (INE 2024).
| Gráfica de evolución demográfica de Masroig entre 1857 y 2021 |
| |
| Población de derecho según los censos de población del INE Población de hecho según los censos de población del INEEn estos censos se denominaba Masroig: 1860, 1877, 1887, 1897, 1900, 1910, 1920, 1930, 1940, 1950, 1960, 1970 y 1981 Entre el censo de 1857 y el anterior, aparece este municipio porque se segrega del municipio 43065 (García) |

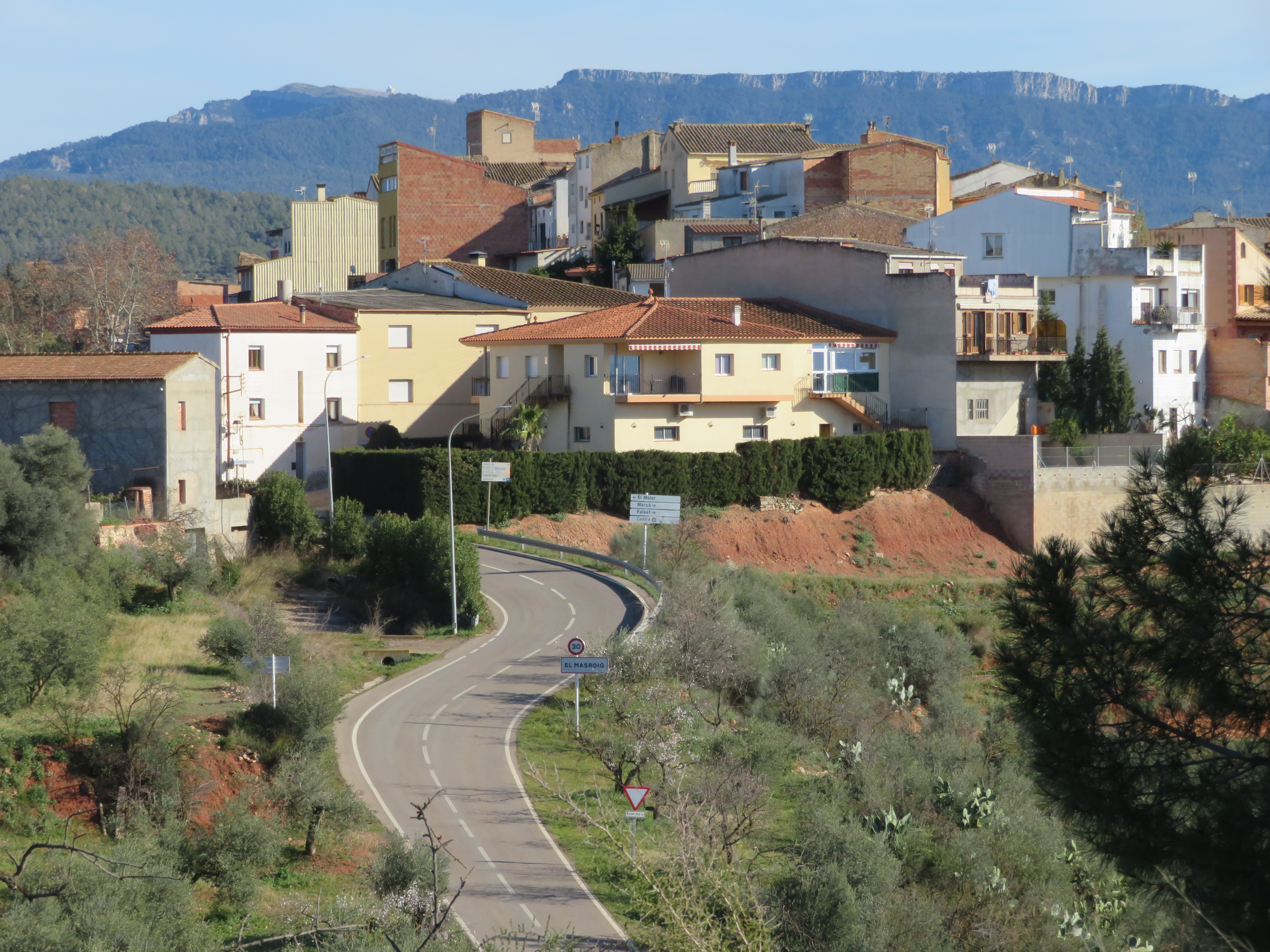
Panorámica del municipio El Masroig (Priorat)

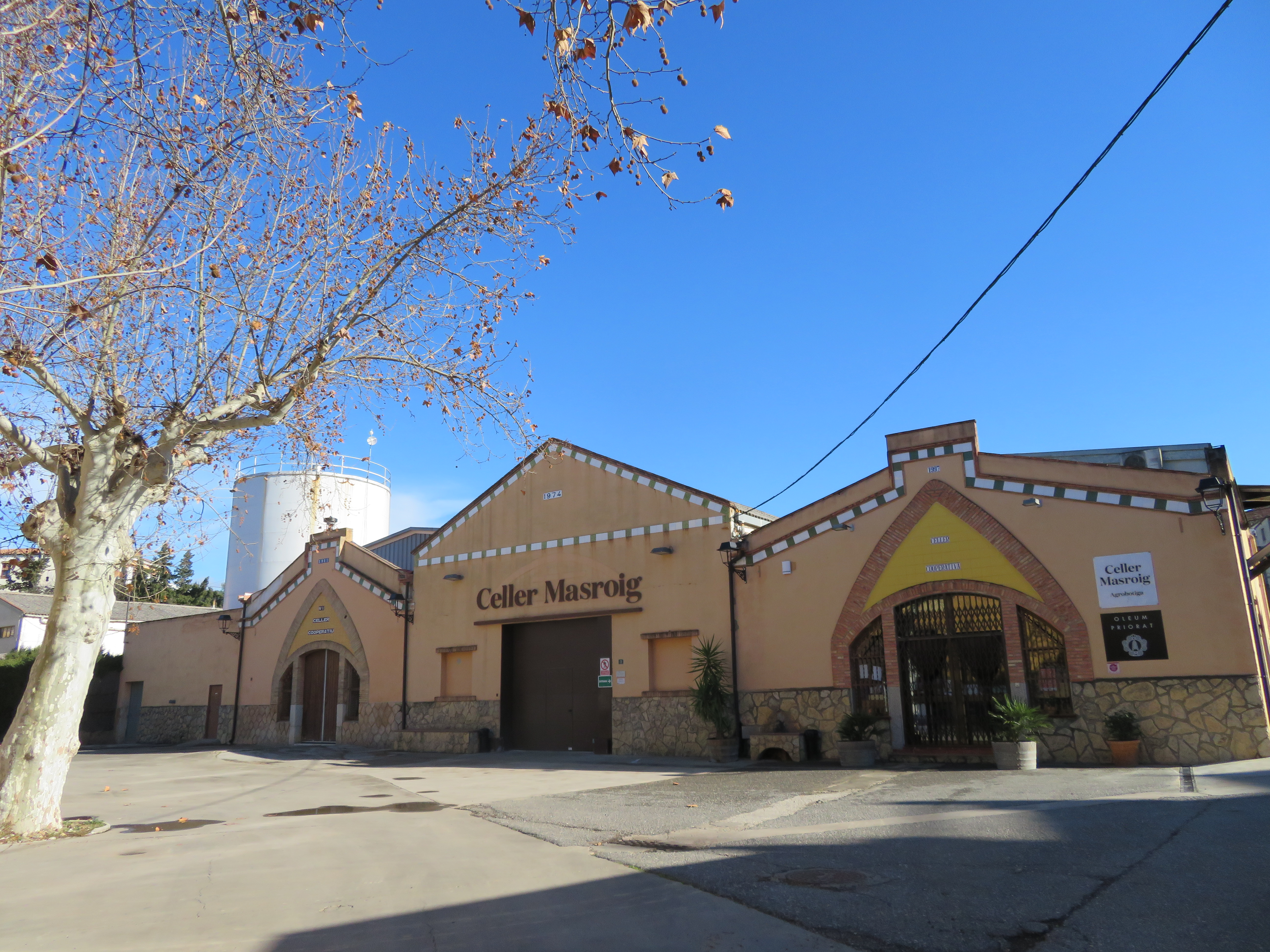
Celler Masroig

A partir de 1981 el nombre oficial de la localidad pasa a ser la forma en catalán.

### Economía
La principal actividad económica del municipio es la agricultura, destacando el cultivo de viñas, olivos y almendros. Cuenta con cooperativa agrícola desde 1917 que se encarga de distribuir los productos bajo la denominación de origen Ciurana.

### Evolución de la deuda viva
El concepto de deuda viva contempla sólo las deudas con cajas y bancos relativas a créditos financieros, valores de renta fija y préstamos o créditos transferidos a terceros, excluyéndose, por tanto, la deuda comercial.
| Gráfica de evolución de la deuda viva del ayuntamiento entre 2008 y 2014                             |
| |
| Deuda viva del ayuntamiento en miles de Euros según datos del Ministerio de Hacienda y Ad. Públicas. |

La deuda viva municipal por habitante en 2014 ascendía a 71,16 €.

## Cultura
La iglesia parroquial está dedicada a san Bartolomé. Es del siglo XVIII y de estilo neoclásico. Es de nave única, con planta de cruz y un gran cimborrio. No dispone de campanario que está sustituido por una espadaña. Contenía unos retablos que fueron quemados en 1936.
En las afueras se encuentra la ermita de la Virgen de las Pinyeres. Quedan pocos restos de la construcción románica original que fue reconstruida en el siglo XVIII. La talla de la Virgen, policromada y del siglo XVII, se conserva en la iglesia del pueblo mientras que en la ermita se puede ver una copia.
Masroig celebra su fiesta mayor el 24 de agosto. La fiesta mayor de invierno tiene lugar el sábado más cercano al día de San Sebastián (20 de enero).